# Ribes spicatum

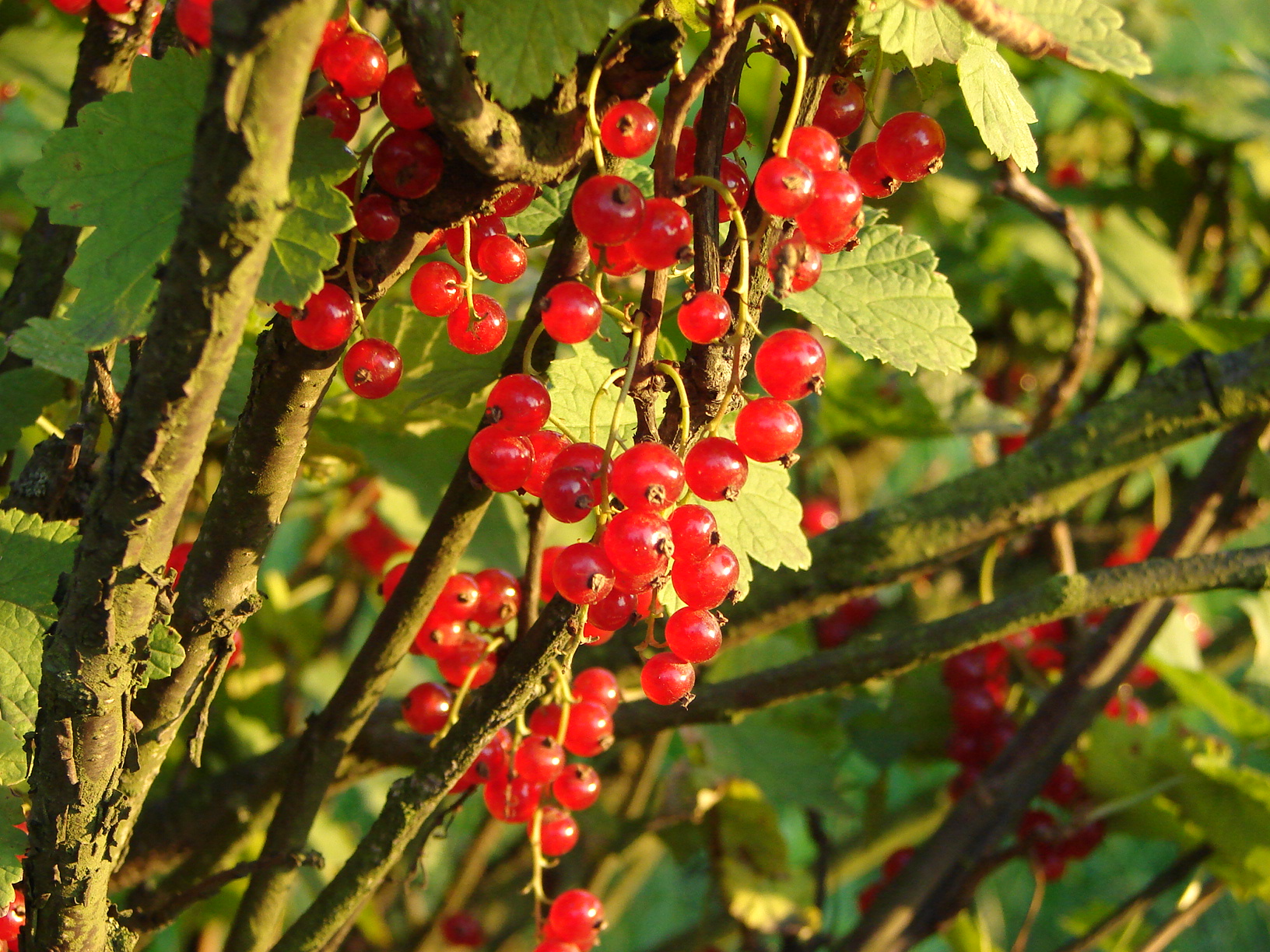
Trái cây.

Ribes spicatum là một loài thực vật có hoa trong họ Grossulariaceae. Loài này được Robson miêu tả khoa học đầu tiên năm 1796.